# Le Bourg-Dun
Bourg-Dun – miejscowość i gmina we Francji, w regionie Normandia, w departamencie Sekwana Nadmorska.
Według danych na rok 1999 gminę zamieszkiwało 440 osób, a gęstość zaludnienia wynosiła 29 osoby/km² (wśród 1421 gmin Górnej Normandii Bourg-Dun plasuje się na 463. miejscu pod względem liczby ludności, natomiast pod względem powierzchni na miejscu 155.).